# Isna (Oleiros)
Isna ist eine Gemeinde (Freguesia) im portugiesischen Kreis Oleiros. In ihr leben 151 Einwohner (Stand 19. April 2021).